# Pakisbaru
Pakisbaru is een bestuurslaag in het regentschap Pacitan van de provincie Oost-Java, Indonesië. Pakisbaru telt 4634 inwoners (volkstelling 2010).